# Martvili
Martvili (georgiska: მარტვილი) är en stad i Megrelien-Övre Svanetien i Georgien. Under sovjettiden, mellan 1936 och 1990, hette staden Gegetjkori efter den gamla bolsjeviken Sasja Gegetjkori. År 2014 hade Martvili 4 425 bofasta invånare.
Martvilis kloster var ett centrum för Megreliens prästerskap på medeltiden.
Från Martvili kommer den meriterade fotbollsklubben Merani Martvili.

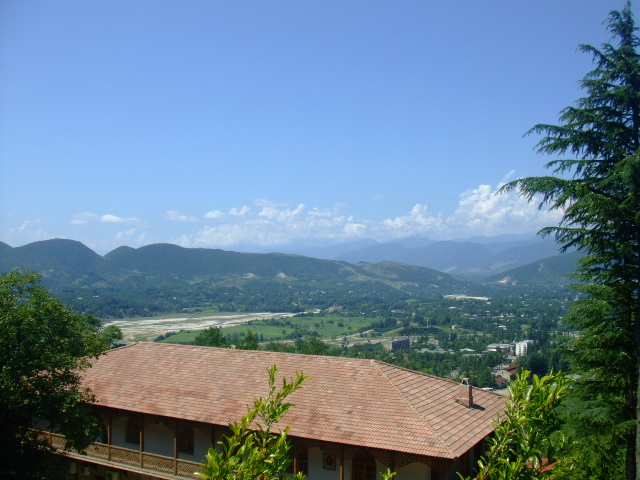
Vy över Martvili från stadens berömda kloster.